# Patrick Stitzinger
Patrick Stitzinger (* 25. August 1981 in Maastricht) ist ein ehemaliger niederländischer Langstreckenläufer.

## Leben
Patrick Stitzinger begann im Alter von zwölf Jahren nach Gewinn eines Schülerwettkampfes mit dem Laufsport beim Maastrichter Sportverein AV ’34. Zur selben Zeit war er noch als Hooligan in der Ultra-Bewegung von MVV Maastricht unterwegs und wurde einmal mit einem Stadionverbot beim Fußball-Derby gegen Fortuna Sittard belegt. Durch einen Wohnortwechsel weg vom Maastrichter Stadtteil Wittevrouwenveld, wo er aufgewachsen war, sowie mit Hilfe seiner Freundin Susan gelang ihm der Ausstieg aus der Ultra-Szene.
Fortan widmete er sich ganz der Leichtathletik. Später heiratete Patrick Stitzinger Susan und bekam mit ihr zwei Kinder.
Als sein bisheriger Verein AV ’34 in Atletiek Maastricht aufging, wechselte Patrick Stitzinger zu ADRT Pegasus aus Venlo und trainierte unter dem mehrmaligen niederländischen Meister Sander Schutgens, später unter Carel van Nisselroy. Am 14. Januar 2007 gab er sein Halbmarathondebüt beim Egmond-Halbmarathon, am 18. Oktober 2009 lief er seinen ersten Marathon beim Amsterdam-Marathon mit integrierten Niederländischen Meisterschaften in bis zuletzt bestehender persönlicher Bestzeit von 2:15:01 h.
In seiner Karriere nahm Patrick Stitzinger auch mehrmals bei Wettkämpfen in Deutschland teil. Beim Sportfest in Troisdorf lief er am 31. August 2002 die 10.000 Meter in 29:53,88 min und auf den fünften Platz, beim Askina-Sportfest am 13. Juni 2003 in Kassel belegte er über 5000 Meter in 14:29,19 min den 17. Platz. 2005 startete er über 10 Kilometer bei den Straßenläufen Korschenbroicher City-Lauf (10. April, 30:07 min, 16. Platz) und Kö-Lauf in Düsseldorf (4. September, 29:34 min, 5. Platz).
Im darauffolgenden Jahr lief Patrick Stitzinger außer Wertung startend bei den Deutschen Meisterschaften 2006 am 6. Mai 2006 in Tübingen die 10.000 Meter in 28:44,74 min und nahm am 8. Juni 2006 erneut beim Askina-Sportfest teil, wo er über 5000 Meter in 14:26,84 min den 16. Platz erreichte. Zum Jahresabschluss gelang ihm beim Silvesterlauf Trier ein dritter Platz.
2007 startete er in Deutschland zweimal über 3000 Meter: Am 28. Mai 2007 beim Pfingstsportfest in Rehlingen (15. Platz, 8:11,61 min) und am 12. August 2007 in Wattenscheid (7. Platz, 7:56,09 min, persönliche Bestzeit). Weitere Teilnahmen bei deutschen Wettbewerben waren 2008 erneut beim Korschenbroicher City-Lauf (13. April, 29:25 min, 4. Platz) und 2009 beim Mini-Internationalen in Koblenz.
Dort konnte er am 20. Mai über 5000 Meter mit einer Zeit von 14:00,00 min den dritten Platz erlaufen. 2010 erreichte er am 18. April beim Korschenbroicher City-Lauf über 10 km mit 29:50 min den 7. Platz sowie außer Wertung bei den Deutschen Meisterschaften 2010 am 1. Mai in Ohrdruf über 10.000 Meter eine Zeit von 28:57,52 min. Wie bereits bei den Deutschen Meisterschaften 2006 lief er auf dem vierten Platz ins Ziel.

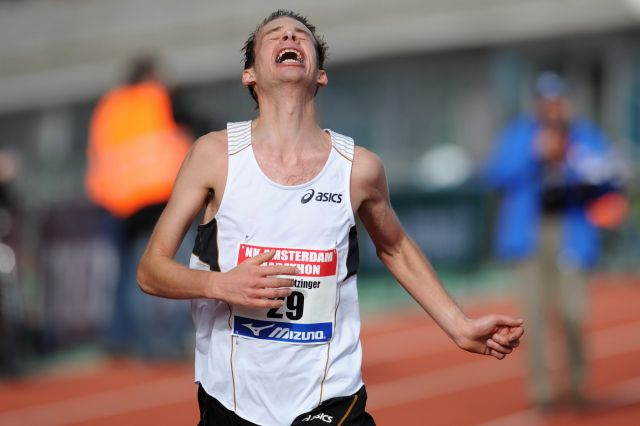
Patrick Stitzinger beim Amsterdam-Marathon/Dutch Championships 2009

Ebenfalls 2010 sowie 2011 lief Patrick Stitzinger erneut beim Silvesterlauf Trier, konnte mit einem vierten und einem neunten Platz seinen Podiumserfolg von 2006 jedoch nicht wiederholen. Es folgten die Deutschen Meisterschaften 2012 über 10.000 Meter am 5. Mai 2012 in Marburg mit einem abermaligen Zieleinlauf auf dem vierten Platz und ein wiederholter Start beim Korschenbroicher City-Lauf (21. April 2013, 10 km, 29:50 min, 15. Platz).
Seine letzten Wettkampfteilnahmen auf deutschen Boden waren beim Mini-Internationalen auf der 5000-Meter-Distanz 2013 (15. Mai, 14:08,09 min, 9. Platz) und 2014 (28. Mai, 14:17,77 min, 15. Platz), der Gewinn der offenen Wertung des Kö-Laufes über 10 km am 7. September 2014 mit einer Zeit von 30:12 min sowie ein 32. Platz beim Berliner Halbmarathon in 1:09:09 h am 2. April 2017.
Nachdem Patrick Stitzinger den Edinburgh-Marathon am 28. Mai 2017 nach achtzehn Kilometern abbrechen musste, beendete er seine Karriere im Leistungssport. Bereits zuvor hatte er sich zwei Jahre lang mit Verletzungen verschiedenster Art geplagt. Am 11. Juni 2017 wurde Patrick Stitzinger im Rahmen des Laufwettkampfes Maastrichts Mooiste in seiner Heimatstadt geehrt und verabschiedet. Er gab an, zukünftig nur noch als Freizeitsportler weiterzumachen und sich vermehrt dem Radfahren zu widmen.

## Persönliche Bestzeiten
- 1500 m: 3:47,07 min, 25. August 2007, Antwerpen (BEL)
- 3000 m: 7:56,09 min, 12. August 2007, Bochum-Wattenscheid (GER)
- 5000 m: 13:47,51 min, 28. Juli 2007, Heusden-Zolder (BEL)
- 10.000 m: 28:34,22 min, 15. Juni 2011, Wageningen (NLD)
- 10-km-Straßenlauf: 28:57 min, 10. Februar 2008, Bergen-Schoorl (NLD)
- 15-km-Straßenlauf: 44:19 min, 16. November 2008, Nijmegen (NLD)
- Halbmarathon: 1:02:42 h, 21. März 2010, Venlo (NLD)
- Marathon: 2:15:01 h, 18. Oktober 2009, Amsterdam (NLD)

## Persönliche Erfolge
International
- 09. Platz 10.000-Meter-Europacup 2011, Oslo (NOR), 4. Juni, 29:01,73 min
- 26. Platz Leichtathletik-Europameisterschaften 2010, Barcelona (ESP), 1. August, 2:28:02 h
- 14. Platz 10.000-Meter-Europacup 2010, Marseille (FRA), 5. Juni, 28:48,62 min
- 39. Platz Crosslauf-Europameisterschaften 2006, San Giorgio su Legnano (ITA), 10. Dezember, 9950 m, 29:25 min
- 17. Platz 10.000-Meter-Europacup 2006, Antalya (TUR), 15. April, 29:12,66 min
- 31. Platz Crosslauf-Europameisterschaften 2005, Tilburg (NLD), 11. Dezember, 9840 m, 28:17 min
- 41. Platz Crosslauf-Europameisterschaften 2004, Heringsdorf (GER), 12. Dezember, 9600 m, 28:59 min
- 79. Platz Crosslauf-Weltmeisterschaften 2004, Brüssel (BEL), 21. März, 12.000 m, 39:28 min
- 40. Platz Crosslauf-Europameisterschaften 2003, Edinburgh (GBR), 14. Dezember, 10.100 m, 32:18 min
- 10. Platz Leichtathletik-U23-Europameisterschaften 2003, Bydgoszcz (POL), 20. Juli, 5000 m, 14:25,99 min
- 67. Platz Crosslauf-Europameisterschaften 2002, Medulin (HRV), 8. Dezember, 9800 m, 31:30 min
- 58. Platz Crosslauf-Europameisterschaften 2000 Junioren/Altersklasse U20, Malmö (SWE), 10. Dezember, 6140 m, 20:20 min

National
- 15. Platz Dutch 10 km Championships 2017, Bergen (NLD), 12. Februar, 31:55 min, 50. Platz Groet uit Schoorl Run
- 10. Platz Dutch Half marathon Championships 2016, Den Haag (NLD), 6. März, 1:09:49 h, 36. Platz CPC Loop Den Haag
- 05. Platz Dutch 10 km Championships 2016, Bergen (NLD), 14. Februar, 30:27 min, 9. Platz Groet uit Schoorl Run
- 11. Platz Dutch 10 km Championships 2015, Bergen (NLD), 8. Februar, 30:09 min, 17. Platz Groet uit Schoorl Run
- 04. Platz Dutch 10.000 m Championships 2014, Amsterdam (NLD), 27. Juli, 30:09,47 min
- 04. Platz Dutch Half marathon Championships 2014, Den Haag (NLD), 9. März, 1:05:47 h, 20. Platz CPC Loop Den Haag
- 02. Platz Dutch 10 km Championships 2014, Bergen (NLD), 9. Februar, 29:23 min, 4. Platz Groet uit Schoorl Run
- 08. Platz Dutch Cross Country Championships 2013, Tilburg (NLD), 24. November, 10.000 m, 32:06 min, 29. Platz Warandeloop
- 01. Platz Dutch Marathon Championships 2013, Eindhoven (NLD), 13. Oktober, 2:18:53 h, 15. Platz Eindhoven-Marathon
- 04. Platz Dutch Half marathon Championships 2013, Venlo (NLD), 24. März, 1:06:03 h, 12. Platz Venloop
- 01. Platz Dutch Marathon Championships 2012, Eindhoven (NLD), 14. Oktober, 2:16:51 h, 18. Platz Eindhoven-Marathon
- 07. Platz Dutch 5000 m Championships 2012, Amsterdam (NLD), 17. Juni, 14:31,20 min
- 01. Platz Dutch Half marathon Championships 2012, Venlo (NLD), 25. März, 1:03:28 h, 4. Platz Venloop
- 02. Platz Dutch Marathon Championships 2011, Amsterdam (NLD), 16. Oktober, 2:15:20 h, 19. Platz Amsterdam-Marathon
- 03. Platz Dutch 10 km Championships 2011, Tilburg (NLD), 4. September, 29:20 min, 3. Platz Tilburg Ten Miles
- 01. Platz Dutch Half marathon Championships 2010, Breda (NLD), 3. Oktober, 1:05:00 h, 4. Platz Bredase Singelloop
- 02. Platz Dutch 10 km Championships 2010, Tilburg (NLD), 5. September, 29:29 min, 5. Platz Tilburg Ten Miles
- 03. Platz Dutch Marathon Championships 2009, Amsterdam (NLD), 18. Oktober, 2:15:01 h, 16. Platz Amsterdam-Marathon
- 01. Platz Dutch Half marathon Championships 2009, Den Haag (NLD), 14. März, 1:02:43 h, 9. Platz CPC Loop Den Haag
- 02. Platz Dutch Cross Country Championships 2009, Gilze en Rijen (NLD), 1. März, 10.200 m, 32:04 min
- 01. Platz Dutch 10.000 m Championships 2008, Gouda (NLD), 1. Mai, 29:20,28 min
- 02. Platz Dutch Cross Country Championships 2008, Gilze en Rijen (NLD), 2. März, 10.200 m, 32:08 min
- 02. Platz Dutch 10 km Championships 2008, Bergen (NLD), 10. Februar, 28:57 min, 2. Platz Groet uit Schoorl Run
- 03. Platz Dutch 5000 m Championships 2007, Amsterdam (NLD), 1. Juli, 14:28,38 min
- 03. Platz Dutch Cross Country Championships 2007, Wageningen (NLD), 25. Februar, 10.300 m, 33:41 min
- 03. Platz Dutch 10 km Championships 2007, Bergen (NLD), 11. Februar, 29:21 min, 4. Platz Groet uit Schoorl Run
- 05. Platz Dutch 5000 m Championships 2006, Amsterdam (NLD), 9. Juli, 14:29,52 min
- 02. Platz Dutch Cross Country Championships 2006, Noordenveld (NLD), 5. März, 12.100 m, 37:25 min
- 01. Platz Dutch 10 km Championships 2006, Bergen (NLD), 12. Februar, 29:09 min, 3. Platz Groet uit Schoorl Run
- 03. Platz Dutch 5000 m Championships 2005, Amsterdam (NLD), 10. Juli, 14:07,27 min
- 03. Platz Dutch Cross Country Championships 2005, Roggel en Neer (NLD), 27. Februar, 11.850 m, 36:58 min
- 08. Platz Dutch 5000 m Championships 2004, Utrecht (NLD), 10. Juli, 14:17,99 min
- 05. Platz Dutch Cross Country Championships 2004, Rijssen-Holten (NLD), 29. Februar, 12.000 m, 37:17 min
- 05. Platz Dutch 10.000 m Championships 2003, Epe (NLD), 25. April, 30:07,01 min
- 04. Platz Dutch Cross Country Championships 2003, Harderwijk (NLD), 2. März, 12.000 m, 37:36 min
- 07. Platz Dutch 5000 m Championships 2002, Sittard (NLD), 7. Juli, 14:37,19 min
- 02. Platz Dutch Cross Country Championships 2000 Junioren A/Altersklasse U20, Heythuysen (NLD), 5. März, 7400 m, 23:35 min

Verschiedene Gewinne
- Mescherbergloop, Eijsden-Margraten (NLD), 14. Dezember 2014, 15,6 km, 50:02 min
- Meerssen Marathon, Meerssen (NLD), 9. September 2012, Halbmarathon, 1:06:30 h
- Sevenaer Run, Zevenaar (NLD), 26. August 2007, 10 km, 29:23 min
- Abdijcross, Kerkrade (NLD), 30. Januar 2005, 9500 m